# ادرد جان هنری کورنر
ادرد جان هنری کورنر (انگلیسی: E. J. H. Corner; ۱۲ ژانویهٔ ۱۹۰۶ – ۱۴ سپتامبر ۱۹۹۶) دانشمند در زمینه گیاه‌شناسی اهل بریتانیا بود.
وی همچنین برندهٔ جوایزی همچون مدال لینه‌ای، همکار انجمن سلطنتی، و مدال داروین شده است.